# Laissez-vous guider
Laissez-vous guider est une émission de télévision historique présentée par Stéphane Bern et Lorànt Deutsch.
Elle est diffusée sur France 2 depuis le 27 mars 2018.

## Principe de l'émission
Stéphane Bern et Lorànt Deutsch déambulent dans différents lieux du patrimoine français, tout en racontant des anecdotes et histoires méconnues en lien avec la période historique présentée, à la manière de guides touristiques.
Chaque émission est agrémentée de reconstitutions en 3D de certains lieux historiques qui ont aujourd'hui disparu,.
« Le but de ce programme est de montrer aux Français, à ceux qui aiment la culture, l’Histoire, qu’au détour d’un chemin, d’une promenade, ils peuvent être surpris et surprendre à leur tour ceux qui les accompagnent » explique Lorànt Deutsch.

Présentation de l'émission
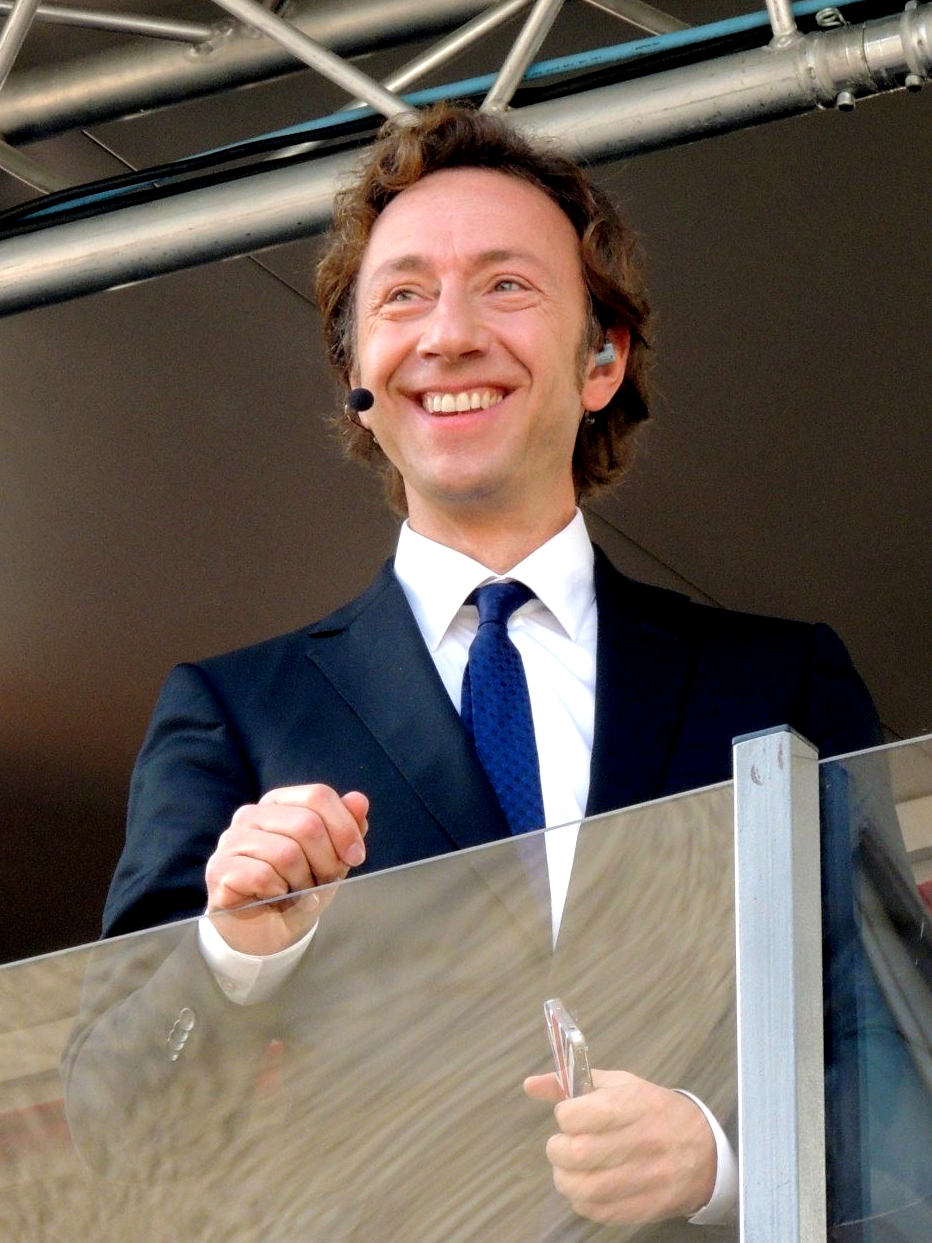
Stéphane Bern
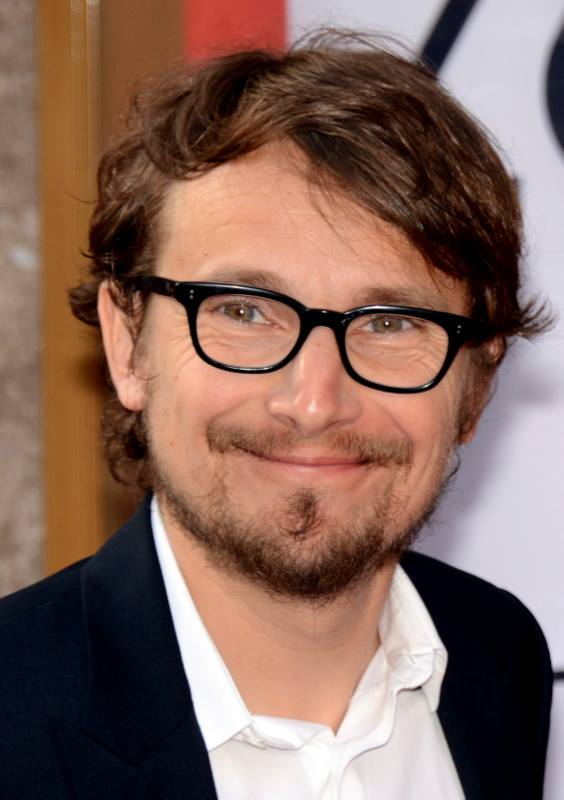
Lorànt Deutsch

## Production et réalisation
L'émission est produite par Prod et Compagnie, Morgane Production, Carpo 16 Production et Kisayang.
La réalisation des émissions est dirigée par Nicolas Ferraro.

## Liste des épisodes

### Laissez-vous guider: Paris / Marseille

#### Première diffusion
- France : 27 mars 2018 (France 2)

#### Résumé

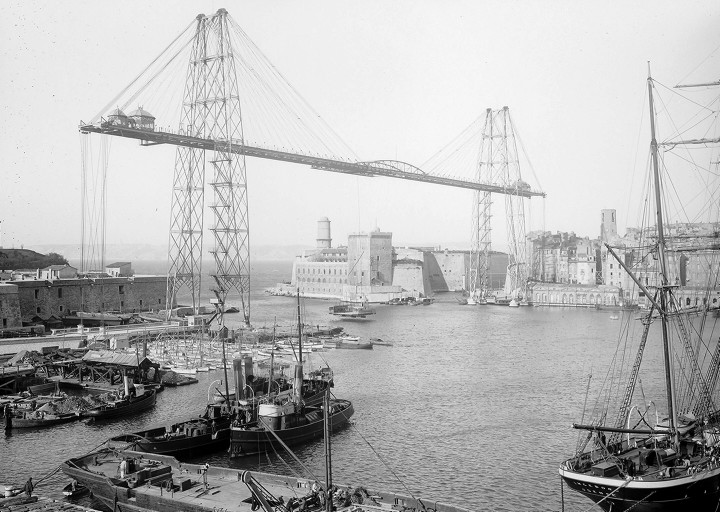
Vue générale du pont à transbordeur à Marseille.

Dans cette émission, Stéphane Bern et Lorànt Deutsch jouent le rôle de guide touristique dans les villes de Paris et Marseille. Les deux animateurs en profitent pour partager des anecdotes et histoires méconnues, ou encore pour parler d'architecture et de gastronomie.
Pour servir de fil rouge, un thème spécifique a été choisi pour chaque ville : les Expositions universelles pour Paris, la ville maritime pour Marseille.
L'émission est agrémentée de reconstitutions en 3D de monuments et constructions aujourd'hui disparus, grâce à l'utilisation de la réalité augmentée : 
- À Paris : l’imposant palais du Trocadéro ainsi qu'une porte de 45 mètres de haut sur la place de la Concorde
- À Marseille : une galère royale avec 400 rameurs, le Pont transbordeur de Marseille ou encore l’ascenseur de la Bonne Mère[6]

Au cours de leur visite, les deux animateurs rencontrent également des personnalités en lien avec le patrimoine culturel des deux villes : Titoff, Patrick Bosso ou encore André Manoukian.

### Laissez-vous guider: Au cœur de la Révolution française

Prise de la Bastille, par Jean-Pierre Houël.

#### Première diffusion
- France : 2 mai 2019 (France 2)

#### Résumé
Dans cette émission, Stéphane Bern et Lorànt Deutsch font revivre le déroulement de la Révolution française, tout en partageant des anecdotes et en racontant la vie quotidienne des Français de cette époque.
Les deux animateurs se rendent successivement dans les différents lieux emblématiques de cette période, de la place de la Bastille à la Concorde en passant par la Conciergerie, le Café Procope et le Palais Royal. Au cours de leur périple, ils reviennent sur les destins de Louis XVI et de Marie-Antoinette, de leur tentative de fuite à Varennes à leur décapitation.
L'émission est agrémentée de reconstitutions en 3D d'édifices aujourd'hui disparus et qui ont joué un rôle majeur durant la Révolution :
- La Forteresse de la Bastille
- La Tour du Temple
- La Salle du Manège
- La guillotine érigée Place de la Concorde
- Le Cirque du Palais-Royal[7],[10]

### Laissez-vous guider: La folle aventure du Paris haussmannien

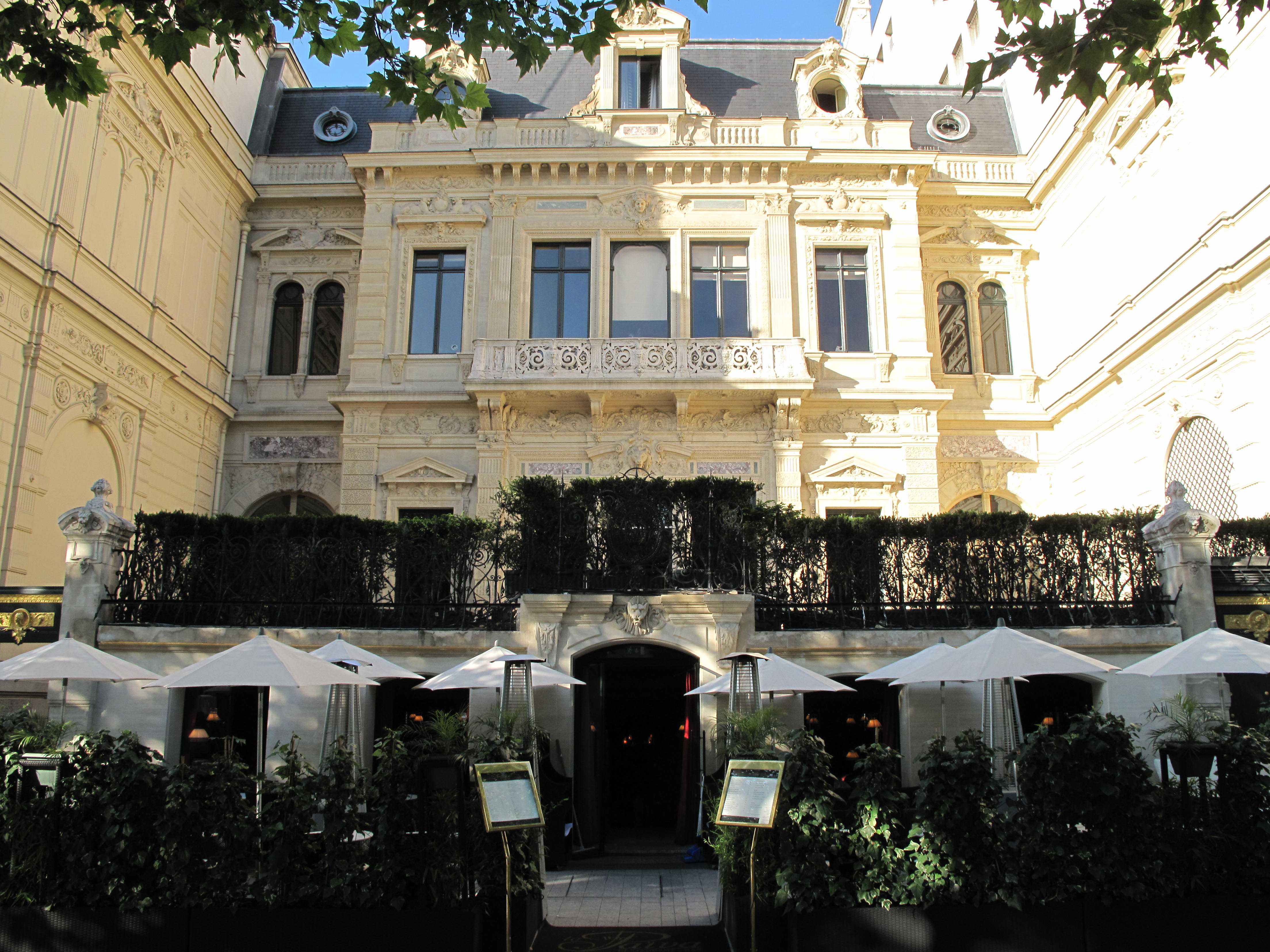
Façade de l'hôtel de la Païva en juin 2009.

#### Diffusions
- France : 30 avril 2020 et 2 août 2022 (France 2)

#### Résumé
Dans cette émission, Stéphane Bern et Lorànt Deutsch racontent comment le baron Georges Eugène Haussmann a transformé la ville de Paris à la fin du XIXe siècle, une ville alors confrontée à une densification considérable des quartiers de son centre, tout en décryptant l’ambiance de la ville au Second Empire et en partageant des anecdotes,.
Les deux animateurs se rendent dans différents lieux majeurs de cette époque, de l’Opéra Garnier à la place de l’Étoile, en passant par l'Hôtel de la Païva et le Pavillon Baltard,.
L'émission est agrémentée de reconstitutions en 3D d'édifices et constructions emblématiques du Paris haussmannien :
- Le quartier de l’Opéra en travaux
- Ouverture de la façade d’un immeuble haussmannien
- Le palais Omnibus
- L’avenue des Champs-Élysées au XIXe siècle
- Les Halles de Paris[12],[14]

### Laissez-vous guider: Le Paris du Moyen Âge

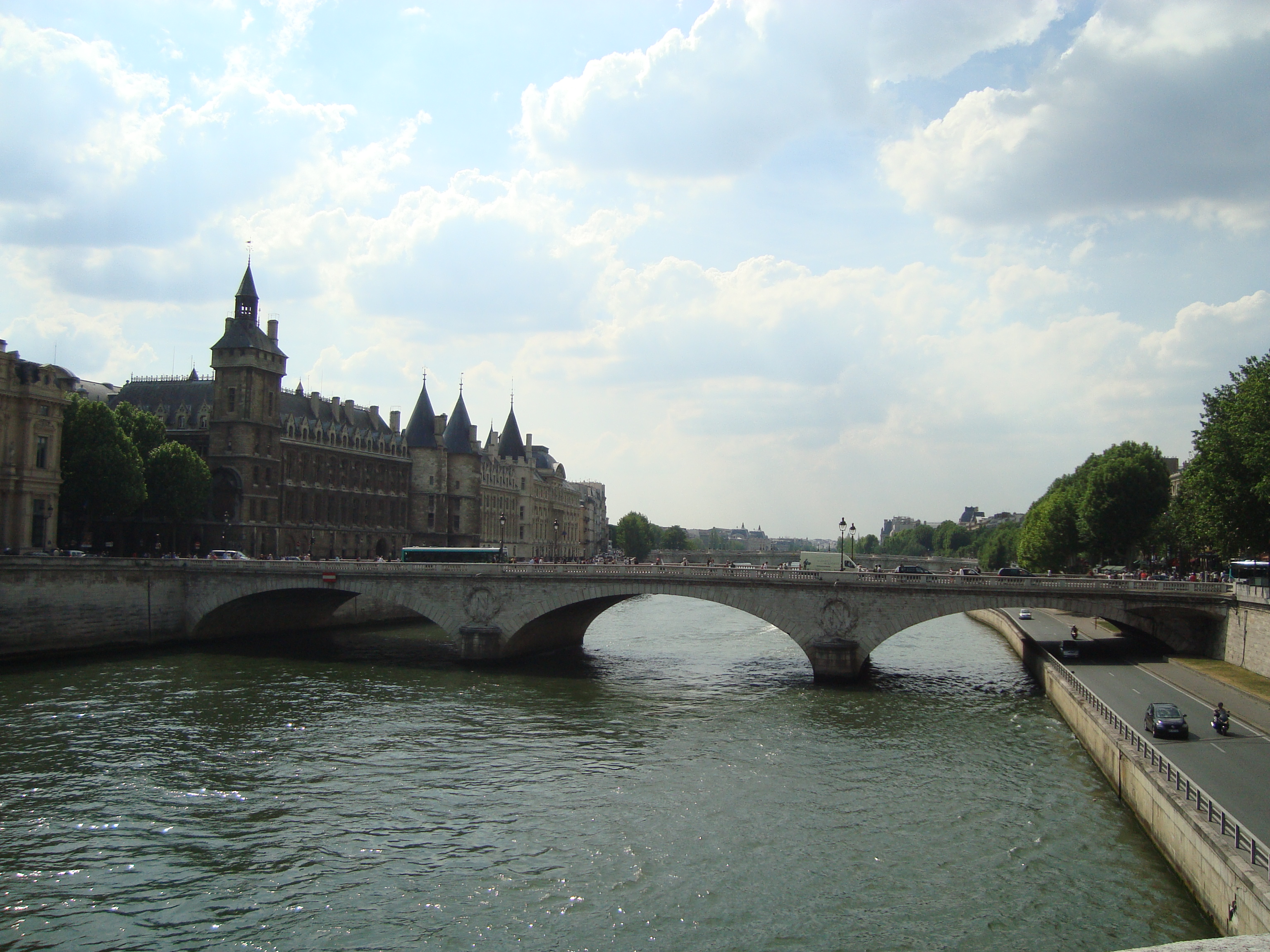
Le pont au Change.

#### Diffusions
- France : 28 décembre 2020 et 9 août 2022 (France 2)

#### Résumé
Dans cette émission, Stéphane Bern et Lorànt Deutsch racontent l'histoire de la ville de Paris au Moyen Âge, tout en déconstruisant les idées véhiculées par le cinéma et les romans. Alors que le Paris médiéval a longtemps été décrit comme sombre et sale, les deux animateurs brossent au contraire le portrait d'une ville considérée comme un modèle  en Europe,.
L'émission est agrémentée de reconstitutions en 3D d'édifices et constructions emblématiques de Paris à l'époque médiévale :
- Les drakkars des Vikings
- Le Louvre médiéval
- La place de Grève
- Le Pont au Change
- Le Cimetière des Innocents[16],[17]

### Laissez-vous guider: Sur les pas de Napoléon

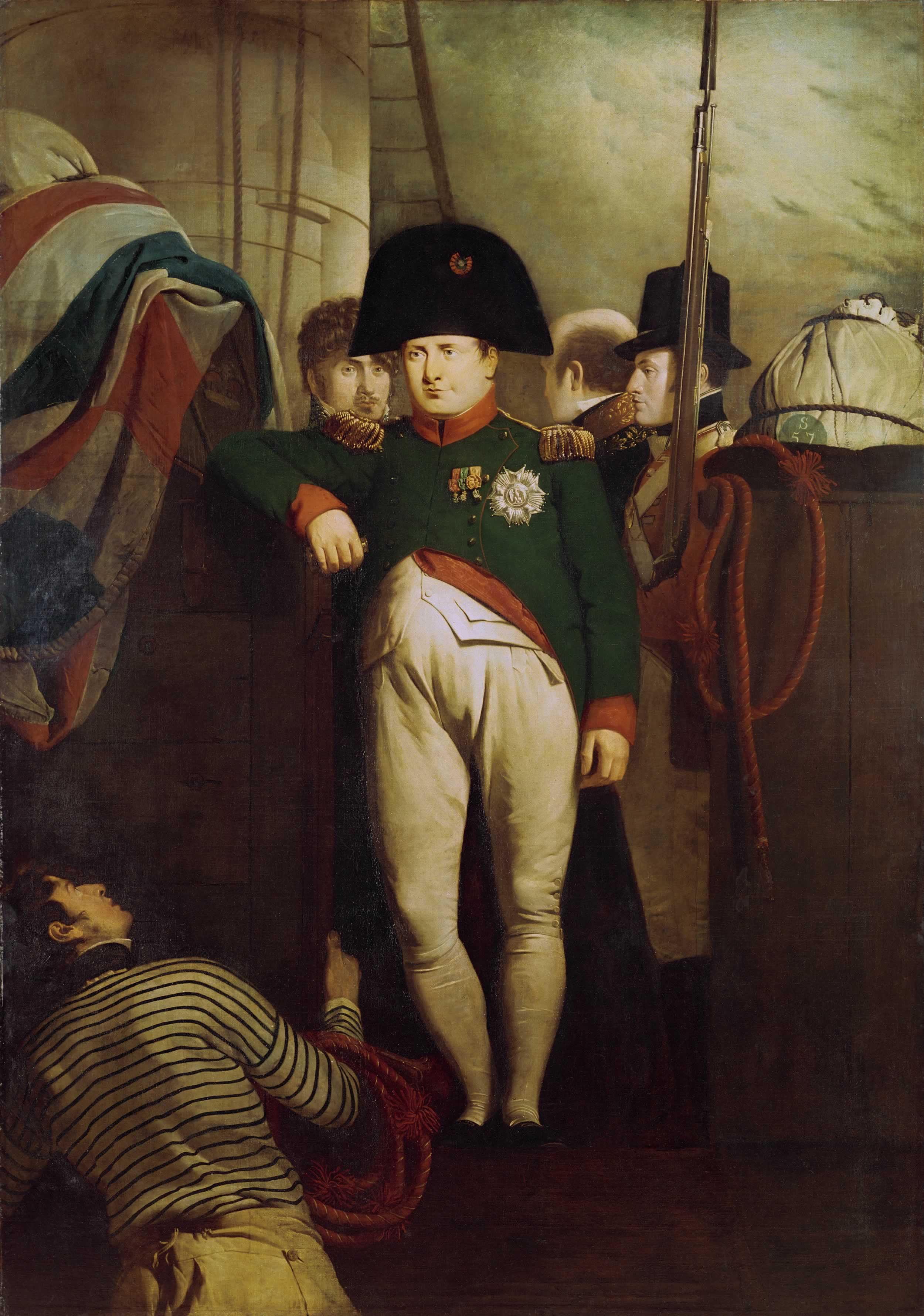
à bord du Bellerophon, par Charles Lock Eastlake.

#### Première diffusion
- France : 13 avril 2021 (France 2)

#### Résumé
À l'occasion du bicentenaire de la mort de Napoléon Ier, Stéphane Bern et Lorànt Deutsch retracent l'épopée de l'empereur de Français, de sa rencontre avec Joséphine de Beauharnais à son exil sur l'île de Sainte-Hélène.
Les deux animateurs se rendent dans différents lieux emblématiques de son époque, du Château de Malmaison à l’île d’Aix, en passant par le parc de Saint-Cloud et l’hôtel des Invalides où reposent ses cendres.
L'émission reconstitue différents lieux et constructions de l'époque napoléonienne qui ont aujourd'hui disparus (ou qui sont restés de simples projets jamais concrétisés comme le palais du roi de Rome):
- L'hôtel Chantereine
- Le château de Saint-Cloud
- Le Palais du roi de Rome (projet jamais construit)
- les Bains chinois
- le navire Bellerophon sur lequel Napoléon se rend aux Anglais en juillet 1815[18],[19].

### Laissez-vous guider au temps des Gallo-Romains

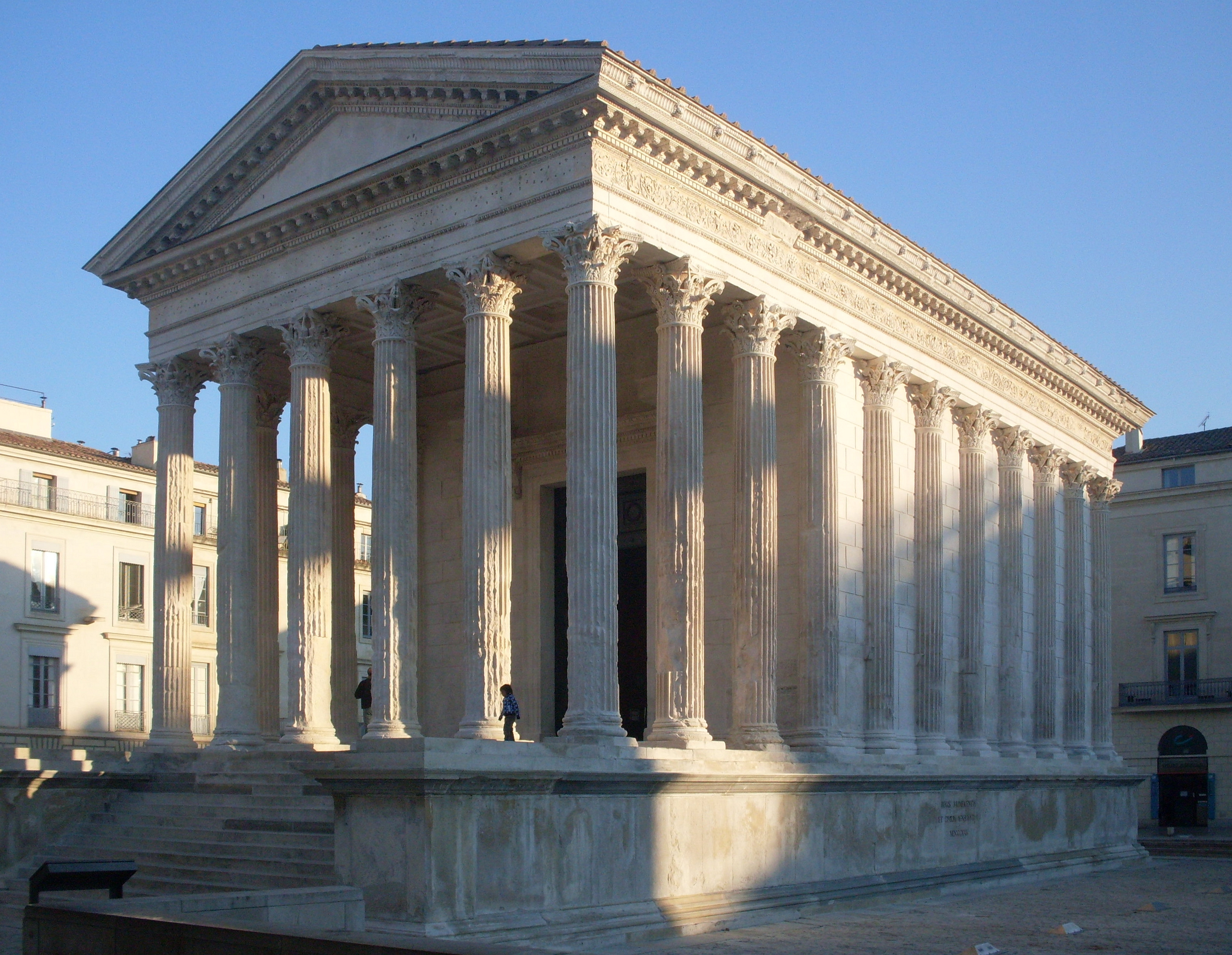
La Maison carrée à Nîmes.

#### Première diffusion
- France : 28 décembre 2021 (France 2)

#### Résumé
Dans cette émission, Stéphane Bern et Lorànt Deutsch retracent l'histoire de France à l'époque de l'Antiquité romaine, ainsi que le destin de ses personnages emblématiques tels que Jules César, Vercingétorix, Auguste ou encore l'empereur Claude,.
Les deux animateurs se rendent successivement dans différents lieux où il existe des traces archéologiques de la période gallo-romaine, de la Maison carrée de Nîmes à Lugdunum (Lyon), en passant par le cirque d'Arles et le pont du Gard,.
Grâce à la réalité augmentée, l'émission reconstitue différentes constructions qui ont aujourd'hui disparu, comme le forum de Nîmes ou le cirque d'Arles, et explique en détail comment a été construit le pont du Gard,.

### Laissez-vous guider: Les mystères du Paris de la Belle Époque

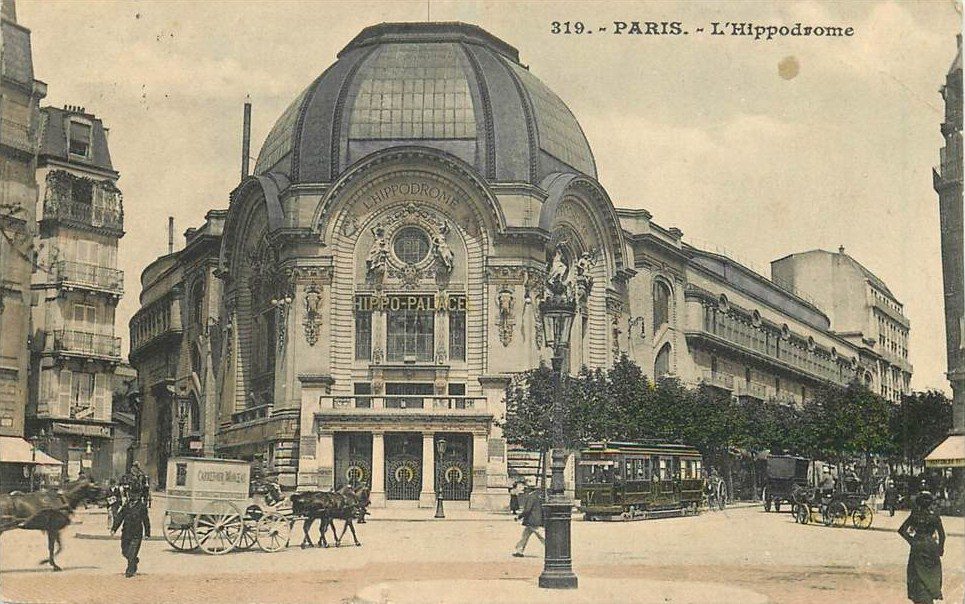
L'Hippodrome de Montmartre.

#### Première diffusion
- France : 3 janvier 2023 (France 2)

#### Résumé
Dans cette émission, Stéphane Bern et Lorànt Deutsch font revivre le Paris de la Belle Époque, une période marquée par les progrès techniques, le génie français et les avancées sociales,.
Les deux animateurs se rendent successivement dans les différents lieux emblématiques de cette période, du Champ-de-Mars au quartier Pigalle, en passant par le musée Grévin, la place du Tertre ou encore la plaine Monceau où a été construite la statue de la Liberté.
L'émission est agrémentée de reconstitutions en 3D d'édifices et constructions du Paris de la Belle Époque.
- Un dirigeable construit par l’aviateur Alberto Santos-Dumont
- Le palais de l'Électricité de l'Exposition universelle de 1900
- L'Hippodrome de Montmartre
- Les quais de Seine lors de la Crue de la Seine de 1910
- Le chantier de la Statue de la Liberté[25].

### Laissez-vous guider: Les merveilles de la Renaissance

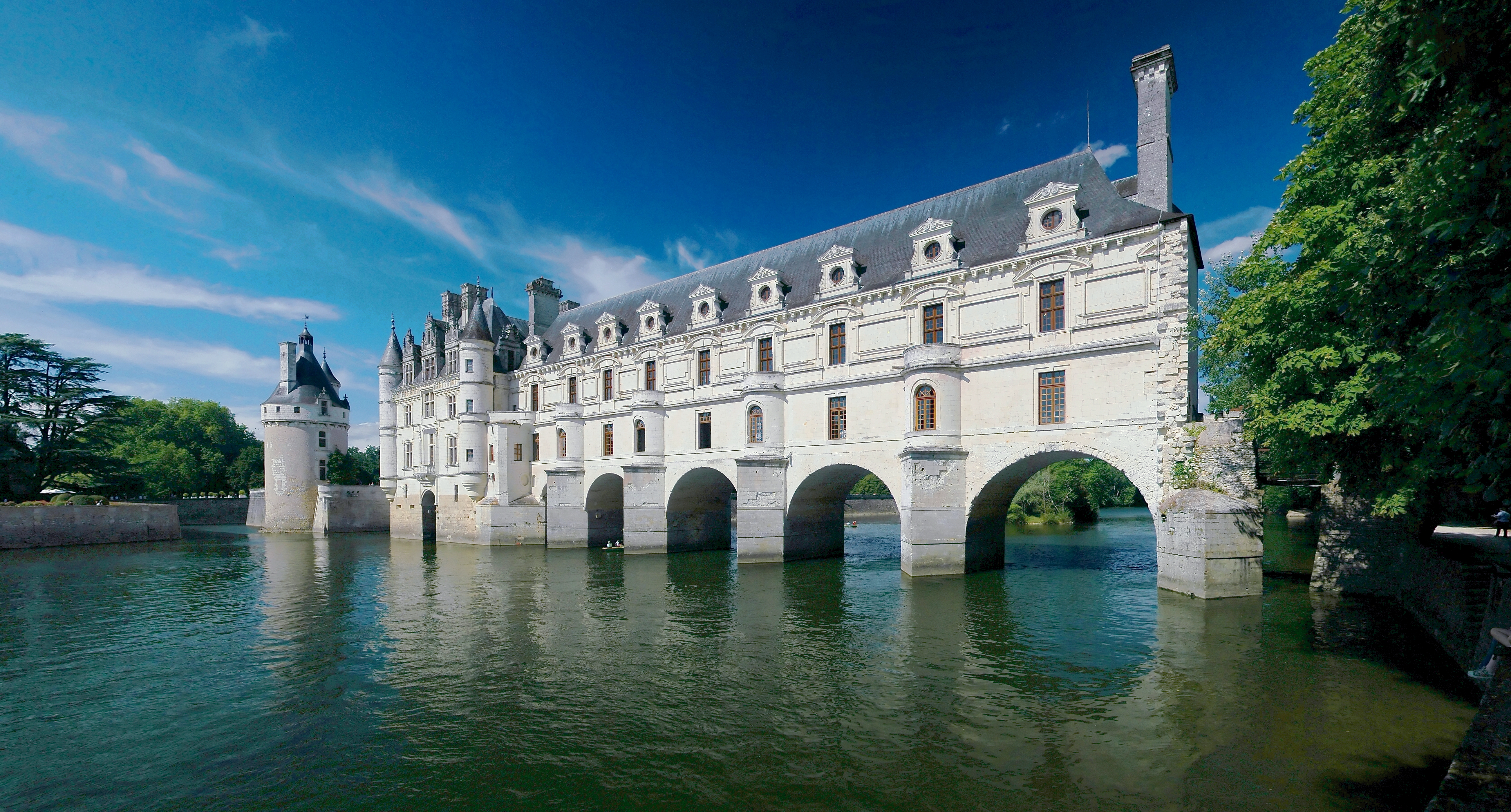
Panorama du Château de Chenonceau en Indre-et-Loire.

#### Première diffusion
- France : 7 mars 2023 (France 2)

#### Résumé
Cette émission propose un parcours historique et touristique autour de l'explosion artistique et culturelle que connaît la France au XVIe siècle. Les deux animateurs se rendent notamment au musée du Louvre à Paris ainsi que dans la vallée de la Loire, berceau de nombreux châteaux emblématiques de la Renaissance.
L'émission reconstitue en 3D différents lieux et constructions de l'époque qui ont aujourd'hui disparu :
- La Grande Hermine ;
- l'évolution du château de Chenonceau ;
- l'Hôtel de la Reine ;
- la pompe de la Samaritaine[26].

Elle reconstitue également le palais imaginé par Léonard de Vinci pour François Ier à Romorantin, dans le Loir-et-Cher. Constitué de 400 mètres de façade, d'aménagements ultra modernes et de logements permettant d'accueillir une cour de 15 000 personnes, ce projet ne verra finalement le jour, après la mort de Léonard de Vinci.
Dans le cadre de ce numéro, plusieurs séquences ont été tournées au château du Clos Lucé, ainsi qu'au château de Chenonceau et au château de Romorantin-Lanthenay.

### Laissez-vous guider: Les merveilles de l’Égypte antique

#### Première diffusion
- France : 13 juin 2023 (France 2)

#### Résumé
Pour la première fois dans l'histoire de l'émission, c'est en dehors de la France que le parcours historique a lieu. En effet, le programme est consacré à la découverte de l’Égypte antique qui a inspiré des générations entières. Le voyage a lieu autour du delta du Nil, autour du Caire mais aussi à Alexandrie.
L'émission reconstitue en 3D différents lieux et constructions de l'époque qui ont aujourd'hui disparu ou qui ont changé d'apparence au fil du temps :
- La Pyramide de Khéops parait de calcaire étincelant
- Le Sphinx de Gizeh en couleur
- Les secrets de la pyramide à degrés de Djéser à Saqqarah
- Memphis, l'ancienne capitale des pharaons
- Le Phare d'Alexandrie

Dans le cadre de cette émission, plusieurs séquences ont été tournées à Alexandrie et au Caire.

### Laissez-vous guider: Sur les pas des mousquetaires

#### Première diffusion
- France : 12 décembre 2023 (France 2)

#### Résumé
Cette émission propose un voyage dans les pas des meilleurs soldats du royaume, les mousquetaires, l'épopée va nous conduire au travers des lieux les plus importants du roman du même nom notamment dans la ville de Richelieu.
L'émission reconstitue en 3D différents lieux et constructions de l'époque qui ont aujourd'hui disparu ou qui ont changé d'apparence au fil du temps :
- Le Château de Richelieu
- Le Pré-aux-Clercs
- La Porte de la Conférence
- La Caserne des Mousquetaires
- Le Grand Arsenal

### Laissez-vous guider: Ce Paris fou qui a failli exister

#### Première diffusion
- France : 21 mai 2024 (France 2)

#### Résumé
Cette émission propose un voyage dans Paris où des projets fous et futuristes auraient pu voir le jour et qui auraient transformés à jamais la capitale.
L'émission reconstitue en 3D différents lieux et constructions de l'époque qui ont aujourd'hui disparu ou qui ont changé d'apparence au fil du temps :
- La Tour Soleil
- Aéroparis
- Le palais Guidetti
- La verrière Horeau
- Les tours Perret
- La pyramide du Père-Lachaise

### Laissez-vous guider: L'âge d'or des corsaires et des pirates

#### Première diffusion
- France : 25 février 2025 (France 2)

#### Résumé
Cette émission propose un voyage à l'autre bout du monde pour revenir au temps des corsaires et des pirates.
L'émission reconstitue en 3D différents lieux et constructions de l'époque qui ont aujourd'hui disparu ou qui ont changé d'apparence au fil du temps :
- L'attaque de la Vierge du Cap par La Buse
- Le naufrage du Speaker
- Port-Louis en 1800
- La maison natale de René Duguay-Trouin
- Le chantier naval de Montmarin

#### Remarques
À la suite du cyclone Chido ayant frappé l'île de Mayotte le 14 décembre 2024, France 2 déprogramme l'émission initialement prévue le 17 décembre 2024 à une date ultérieure pour diffuser une soirée caritative.

### Laissez-vous guider: Au temps de invasions vikings

#### Première diffusion
- France : 2 septembre 2025 (France 2)

#### Résumé
Cette émission propose un voyage en Normandie pour retrouver la trace des vikings.
L'émission reconstitue en 3D différents lieux et constructions de l'époque qui ont aujourd'hui disparu ou qui ont changé d'apparence au fil du temps :
- Le pont fortifier de de Pont-de-l'Arche
- Le palais de Rollon.
- La tour de Guillaume le Conquérant.

## Audiences
| Épisode | Date de diffusion      | Titre                                                          | Nombre de téléspectateurs | Part de marché | Classement des audiences | Référence |
| ------- | ---------------------- | -------------------------------------------------------------- | ------------------------- | -------------- | ------------------------ | --------- |
| 1       | Mardi 27 mars 2018     | Laissez-vous guider : Paris / Marseille                        | 2 440 000                 | 10,4 %         | 4e                       | [ 33 ]    |
| 2       | Jeudi 2 mai 2019       | Laissez-vous guider : Au cœur de la Révolution française       | 2 530 000                 | 12,1 %         | 2e                       | [ 34 ]    |
| 3       | Jeudi 30 avril 2020    | Laissez-vous guider : La folle aventure du Paris haussmannien  | 3 010 000                 | 11,6 %         | 3e                       | [ 35 ]    |
| 4       | Lundi 28 décembre 2020 | Laissez-vous guider : Le Paris du Moyen Âge                    | 2 810 000                 | 13 %           | 2e                       | [ 36 ]    |
| 5       | Mardi 13 avril 2021    | Laissez-vous guider : Sur les pas de Napoléon                  | 2 190 000                 | 9,8 %          | 4e                       | [ 37 ]    |
| 6       | Mardi 28 décembre 2021 | Laissez-vous guider : Au temps des Gallo-Romains               | 2 350 000                 | 12,1 %         | 4e                       | [ 38 ]    |
| 7       | Mardi 3 janvier 2023   | Laissez-vous guider : Les mystères du Paris de la Belle Époque | 2 310 000                 | 11,8 %         | 3e                       | [ 39 ]    |
| 8       | Mardi 7 mars 2023      | Laissez-vous guider : Les merveilles de la Renaissance         | 2 150 000                 | 11 %           | 3e                       | [ 40 ]    |
| 9       | Mardi 13 juin 2023     | Laissez-vous guider : Les merveilles de l’Égypte antique       | 1 960 000                 | 10,6 %         | 3e                       | [ 41 ]    |
| 10      | Mardi 12 décembre 2023 | Laissez-vous guider : Sur les pas des mousquetaires            | 1 500 000                 | 7,9 %          | 4e                       | [ 42 ]    |
| 11      | Mardi 21 mai 2024      | Laissez-vous guider : Ce Paris fou qui a failli exister        | 1 740 000                 | 9,3 %          | 4e                       | [ 43 ]    |
| 12      | Mardi 25 février 2025  | Laissez-vous guider : L'âge d'or des corsaires et pirates      | 1 585 000                 | 8,9 %          | 3e                       | [ 44 ]    |
| 13      | Mardi 2 septembre 2025 | Laissez-vous guider : Au temps des invasions vikings           |                           |                |                          |           |

## Critiques
L'émission consacrée à la Révolution française a suscité une certaine polémique dans la presse et chez certains historiens, en raison des opinions royalistes des deux animateurs, de certains raccourcis historiques et du format de l'émission.
Avant la diffusion de l'émission, certains historiens et journalistes se sont notamment inquiétés que le programme soit présenté par deux animateurs ayant affiché leurs opinions royalistes. « Le problème ici n’est pas que les présentateurs aient des convictions monarchistes, c’est leur droit, mais que France 2 prenne deux monarchistes assumés pour aborder un sujet aussi complexe que la Révolution », explique le journaliste Jean-Christophe Piot.
En réponse à ces inquiétudes, Laurent Deutsch explique : « C’est vrai que j’ai des sympathies pour la monarchie. [..] On a toujours des appétits personnels qui nous poussent à raconter plus ou moins certaines choses qu’on met en avant ou pas. Mais moi, honnêtement, je m’intéresse autant à Louis XVI qu’à Robespierre. Je n’occulte personne. ».
Sur Twitter, plusieurs historiens et enseignants ont également noté des raccourcis dans l'émission concernant le récit des événements de la Révolution française. Le professeur agrégé d'histoire Thibaut Poirot, s'est notamment étonné que le programme indique que « Tout a commencé sur la place de la Bastille. » en omettant de mentionner la convocation des États généraux en 1788 ou encore l'appel au soulèvement du 12 juillet 1789 au Palais-Royal.
Certains journalistes ont également émis des réserves sur le format adopté par l'émission. Regrettant notamment l'absence de fil conducteur, la journaliste  Audrey Fournier du journal Le Monde note :  « la chronologie des faits est régulièrement mise de côté et à force de digressions et de mise en parallèle d’événements qui n’ont rien à voir les uns avec les autres, la dimension pédagogique, même légère, qu’aurait pu avoir cette émission est réduite au minimum ».
En réponse à ces critiques, Lorant Deutsch indique assumer cette démarche de vulgarisation et l'aspect divertissement adoptée par l'émission. « On est simplement des passionnés, et on donne une dimension divertissante (à la Révolution française, ndlr). Alors d’aucuns diront "ils sont quand même un peu légers, un peu naïfs, un peu candides". Eh bien on réclame cette candeur au nom du droit au réjouissement », explique-t-il.